# Aqueduc des Eaux Libres

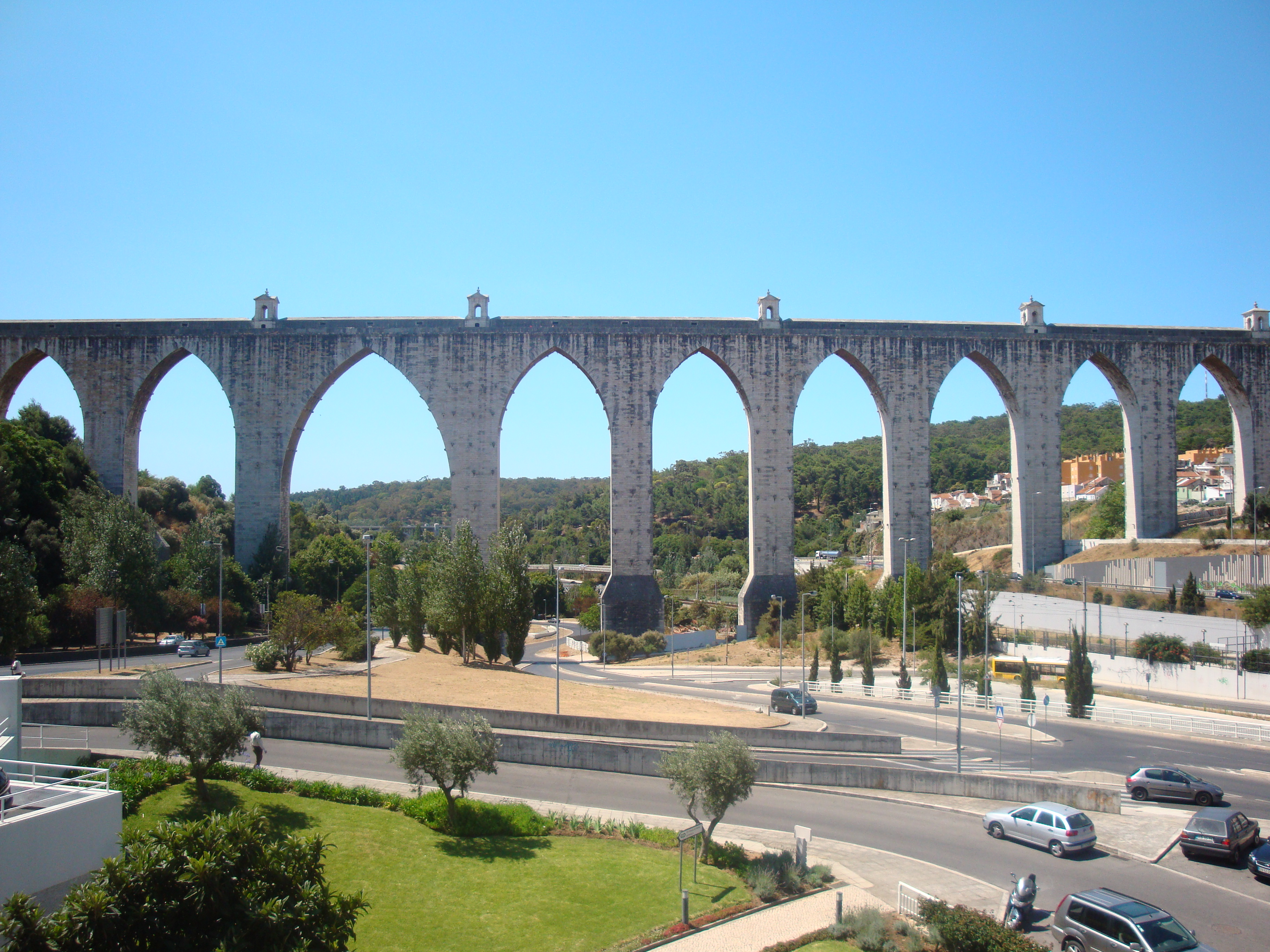
Aqueduc des Eaux Libres, vallée d'Alcantara, Lisbonne

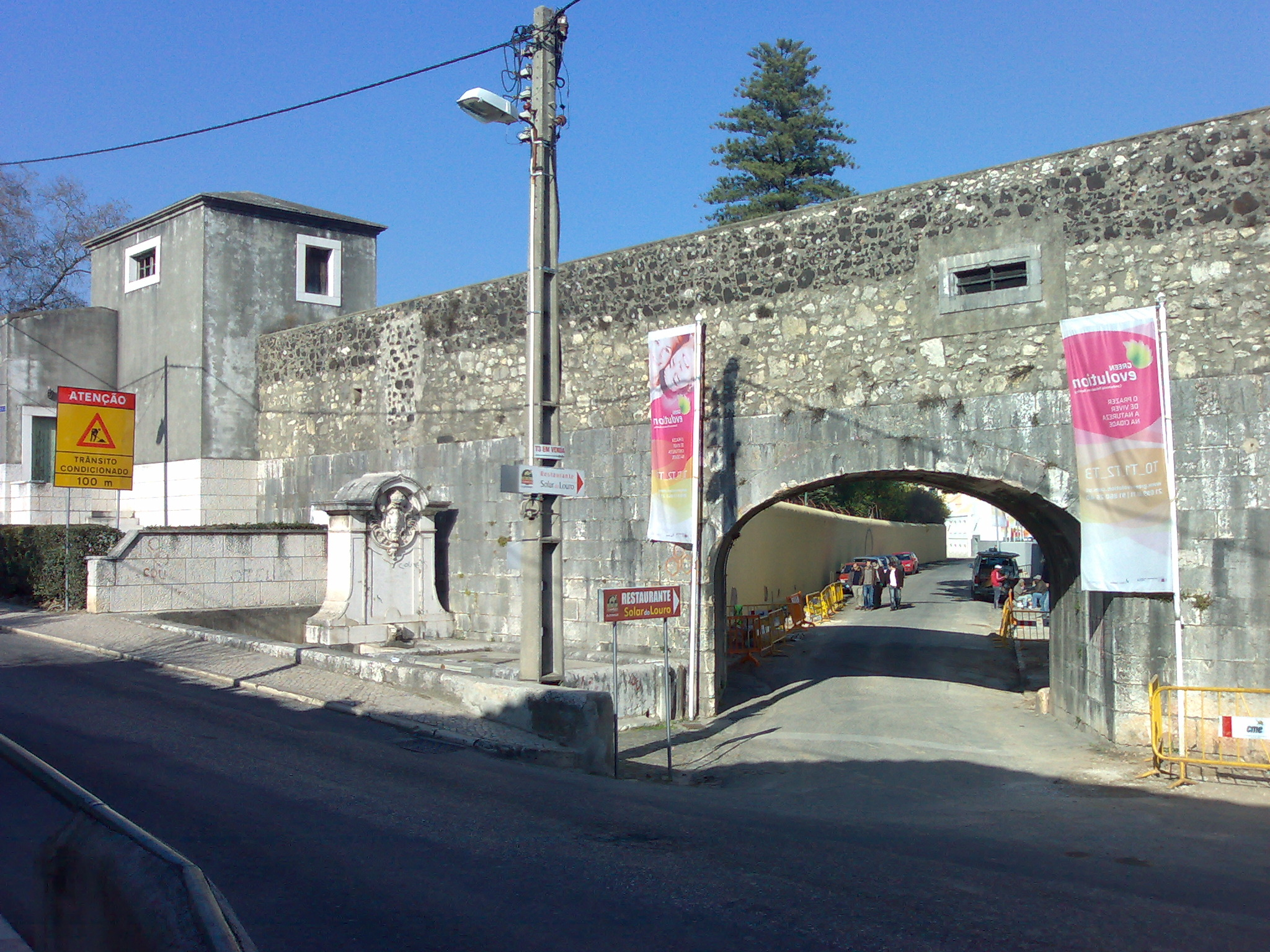
Aqueduc des Eaux Libres, Estrada da Buraca, Lisbonne

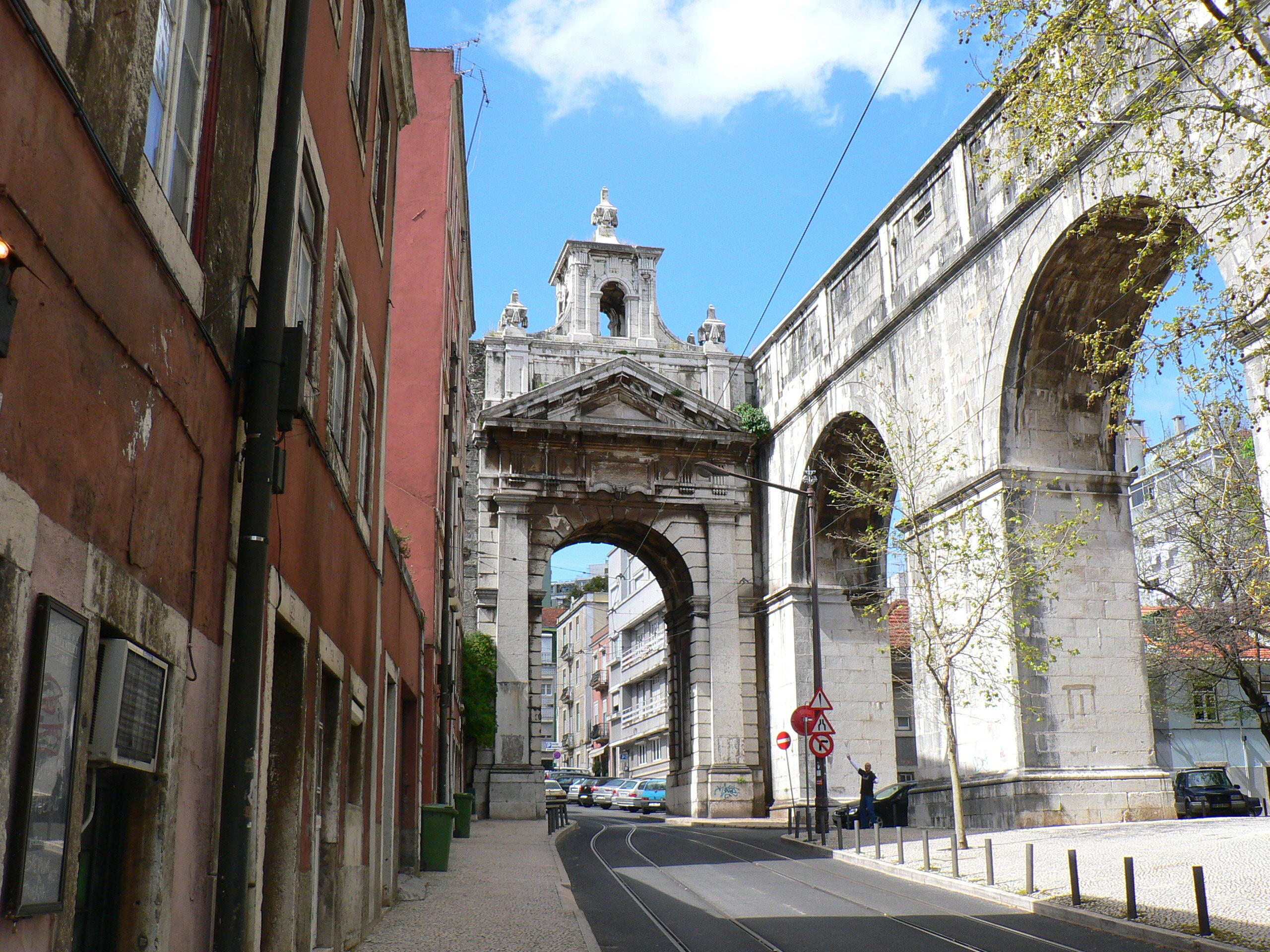
Aqueduc des Eaux Libres, Arco das Amoreiras, Lisbonne

L'aqueduc des Eaux Libres (aqueduto das Águas Livres) est un système complexe de collecte, d'approvisionnement et de distribution des eaux de la ville de Lisbonne, Portugal. C'est l'un des monuments emblématiques de cette ville, par ses 127 arches en ogives qui se dressent au-dessus de l'espace urbain, en particulier sur la vallée de l'Alcantara. 

## Historique
L'aqueduc a été construit à partir de 1732, sous le règne du roi Jean V, pour capter les eaux de source dites Eaux Libres de Belas, puis il a été étendu à tout un réseau de captage et de distribution, durant tout le XIXe siècle. Grâce à son excellente construction, il a résisté au tremblement de terre de 1755. 
La construction de la fontaine d'Esperança en 1768, dans la paroisse d'Estrela, est liée à celle de l'aqueduc.
Il est resté en fonction jusqu'en 1968 et peut être visité, ainsi que les grands bassins qu'il dessert.
L'aqueduc a aussi été rendu tristement célèbre par le tueur en série d'origine espagnole Diogo Alves qui, de 1836 à 1839, assassinait et dépouillait les passants avant de les jeter dans le vide. Condamné à mort, il fut exécuté par pendaison sur le Cais do Tojo, à 14h15, le 19 février 1841. Sa tête fut coupée, récupérée et étudiée par des scientifiques de l'époque. Elle est toujours visible au théâtre anatomique de la faculté de médecine de Lisbonne, conservée dans du formol.

## Description
La section la plus réputée est celle qui franchit la vallée de l'Alcantara, en une volée de 35 arches, dont la plus grande s'élève à 65 m, avec une distance entre les piliers de 29 m, ce qui en fait l'un des plus grands arcs ogivaux en maçonnerie du monde, après celui du pont ferroviaire de Fontpédrouse en France, achevé en 1908 et de 30 m d'ouverture.
Entre les vallées de Ribeira de Arroios et d'Alcântara, les eaux sont distribuées par quatre grandes galeries principales : Galeria das Necessidades, Galeria da Esperança, Galeria do Loreto et Galeria de Santana.

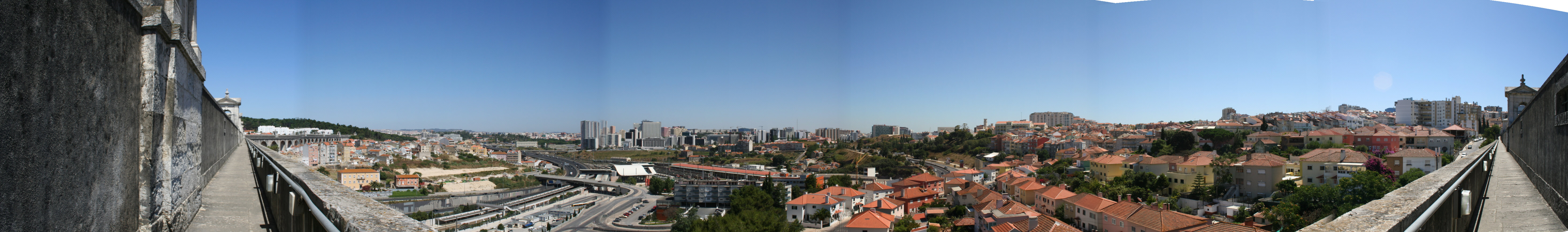
Vue panoramique de l'aqueduc

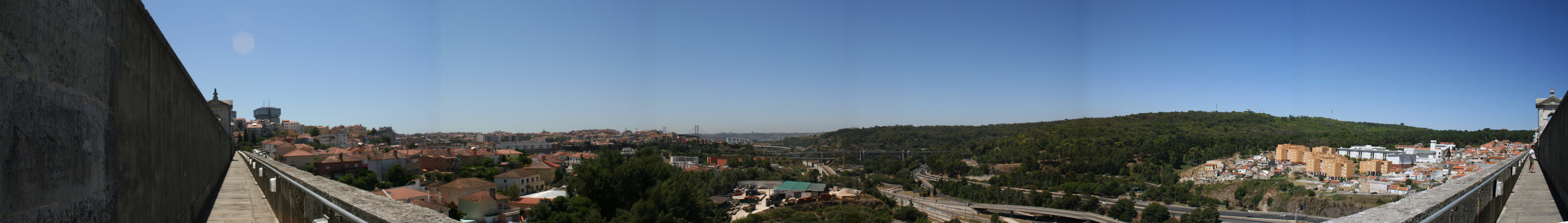
Vue panoramique de l'aqueduc et du Pont du 25 avril.